# Interferon

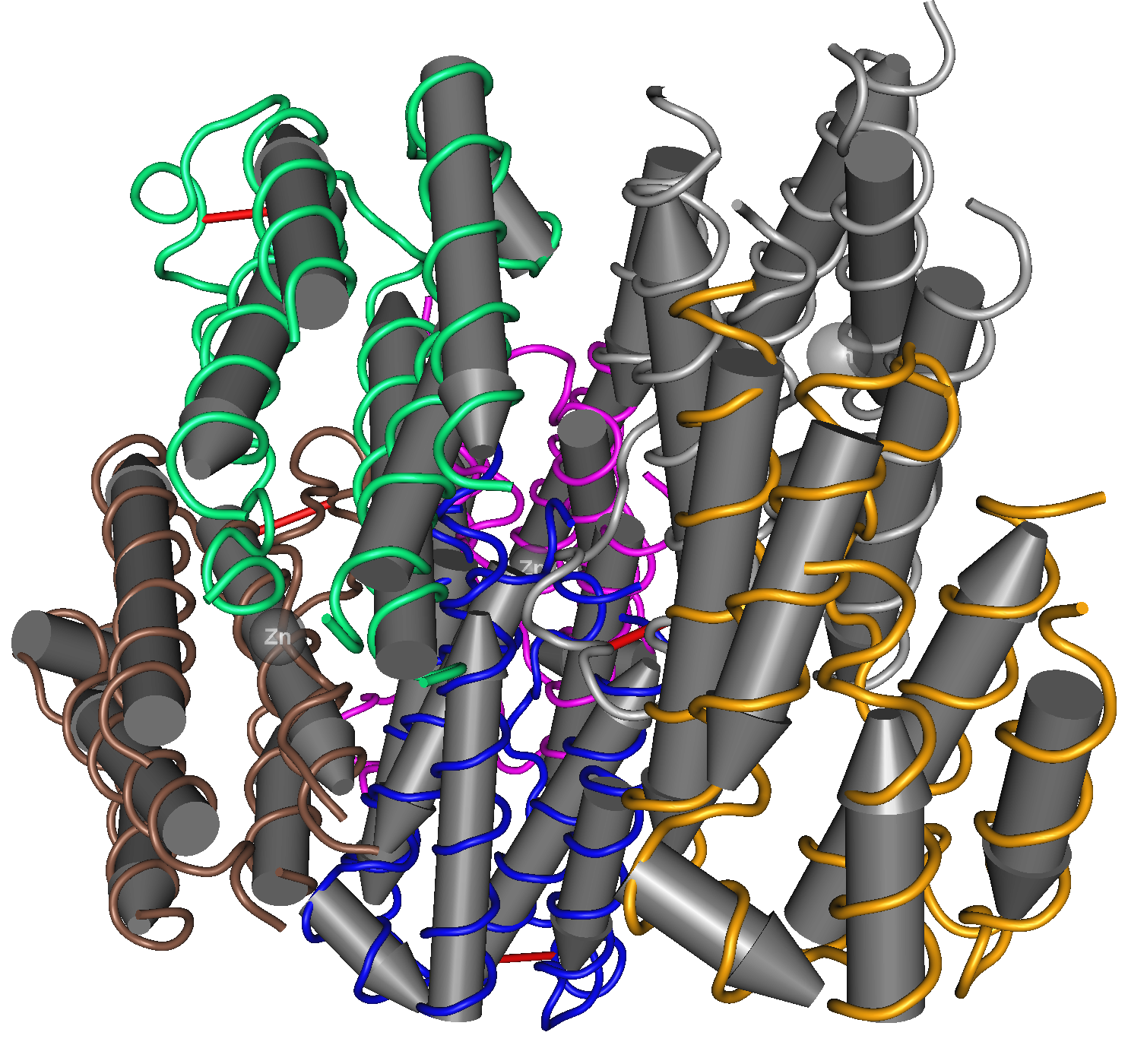
Cấu trúc phân tử của interferon-alpha trong cơ thể người

Interferon là một nhóm các protein tự nhiên được sản xuất bởi các tế bào của hệ miễn dịch ở hầu hết các động vật nhằm chống lại các tác nhân ngoại lai như virus, vi khuẩn, ký sinh trùng và tế bào ung thư. Nó chỉ được tổng hợp khi có mặt các chất sinh interferon (còn gọi là interferonogen). Interferon thuộc một lớp lớn của glycoprotein được biết đến dưới cái tên cytokine (chất hoạt hoá tế bào). Interferon đóng vai trò quan trọng trong cửa ngõ miễn dịch, nó là hàng rào bảo vệ đầu tiên của cơ thể chống lại virus và sự phát triển bất thường của tế bào. Nó là một phần của hệ thống miễn dịch không đặc hiệu (non-specific immune system) và được kích hoạt bởi giai đoạn đầu của quá trình cảm nhiễm trước khi hệ miễn dịch đặc hiệu (specific immune system) có thời gian để phản ứng. Cần phân biệt interferon nội sinh được sinh ra trong cơ thể và interferon ngoại sinh do nuôi cấy tế bào ngoài cơ thể.
Interferon là một loại cytokine, được tế bào sản xuất ra khi tế bào cảm thụ với virus, chất này có đặc tính bằng mọi con đường có thể ức chế sự hoạt động của mRNA, dẫn đến ức chế sự sinh sản của virus, ảnh hưởng đến sinh trưởng và phát triển (sự phân hóa) của các tế bào khối u và tế bào bình thường nhất định nào đó, do vậy interferon được sử dụng như một chất điều trị không đặc hiệu cho mọi nhiễm trùng do virus.

## Các loại interferon
Dựa trên các loại thụ thể mà nó được truyền qua, các interferon ở người được phân loại thành ba loại chính.
- Interferon I: Tất cả IFN I gắn vào một phức hợp thụ thể đặc biệt ở bề mặt tế bào được biết đến như là thụ thể IFN-α (IFNAR) bao gồm chuỗi IFNAR1 và IFNAR2. Các interferon type I hiện diện ở người là IFN-α, IFN-β và IFN-ω.[1]
- Interferon II: gắn vào IFNGR. Ở người là IFN-γ.
- Interferon III: thông tin qua một phức hợp thụ thể bao gồm IL10R2 (cũng được gọi là CRF2-4) và IFNLR1 (cũng được gọi là CRF2-12). Cách phân loại này ít thông dụng hơn cách phân loại theo type I và type II, và không giống như hai loại trên, hiện tại nó không bao gồm Viết tắt theo ký tự đầu y khoa.[2]

## Đặc tính sinh học
Interferon là những protein hoặc dẫn xuất của protein có chút ít glucid, với khối lượng phân tử lớn (2,5.104 – 106 dalton). Chúng bền vững trước nhiều loại enzym: ribonucleaza, dezoxyribonucleaza... nhưng bị phân giải bởi proteaza và bị phá hủy bởi nhiệt độ. Đặc tính sinh học quan trọng của interferon là không có tác dụng đặc hiệu đối với virus (interferon được sinh ra do một loại virus có thể kìm hãm sự nhân lên của những virus khác).

## Sự hình thành interferon
Interferon không phải chỉ sản sinh ra trong các tế bào bị nhiễm virus mà interferon còn được tạo thành khi tế bào bị kích thích bởi một số chất lạ khác như: axit nucleic, vi khuẩn, độc tố của vi khuẩn, rikettsia, nguyên sinh động vật. Vì vậy sự hình thành interferon là do sự kích thích của nguồn thông tin lạ hay dưới tác động của bất cứ nguồn thông tin ngoại lai nào.
Trong các tế bào không bị nhiễm virus, các gen cấu trúc chịu trách nhiệm tổng hợp interferon luôn ở trạng thái không hoạt động, tức là bị kìm hãm, do đó ở tế bào bình thường không tạo nên interferon. Khi virus xâm nhập hoặc các chất kích thích ngoại lai khác vào tế bào, chúng giải tỏa sự kìm hãm và hoạt hóa các gen cấu trúc này, thông tin từ gen cấu trúc này được sao chép thành mRNA tương ứng của tế bào và chính mRNA này điều khiển việc tổng hợp interferon. Interferon sau khi sinh ra một phần ở lại trong tế bào, còn phần lớn ngấm qua vách tế bào ra ngoài để ngấm vào các tế bào khác.

## Cơ chế hoạt động của interferon
Phần lớn RNA và DNA virus điều nhạy cảm với interferon nhưng cơ chế và cường độ tác động thay đổi tùy loại virus.
Interferon chỉ có tác dụng chống virus ở bên trong tế bào, không có tác dụng chống virus bên ngoài tế bào, interferon không trực tiếp mà gián tiếp tác động lên virus.
Tác dụng chống virus của interferon thực chất không phải là ngăn cản sự hấp phụ của virus lên vách tế bào cũng như ngăn cản sự xâm nhập của virus vào tế bào, interferon không có tác dụng giải thể virus.
Interferon có thể tác dụng theo nhiều cơ chế khác nhau:
Ức chế sự gắn virus vào receptor ở bề mặt tế bào
Ngăn cản sự thoát vỏ bọc của virus
Ức chế sự tổng hợp mRNA
Sự mã hóa các protein virus,...
Đối với nhiều virus, hiệu lực chính của interferon là ức chế sự tổng hợp protein virus.
Sau khi nhiễm virus, tế bào bị cảm ứng và sản sinh ra interferon, interferon không có tác dụng bảo vệ tế bào mẹ mà chỉ bảo vệ các tế bào bên cạnh, ở các tế bào này virus vẫn hấp phụ lên vách tế bào và xâm nhập vào bên trong tế bào, nhưng đến giai đoạn sao chép thông tin của virus thì interferon có tác dụng ức chế, kìm hãm sự tổng hợp mRNA của virus, mRNA của virus không được tổng hợp thì sự chuyển hóa axit nucleic và protein của virus cũng không tiến hành được, do đó không có hạt virus mới được giải phóng ra. Nguyên nhân là khi interferon ngấm vào tế bào đã gây cảm ứng để hoạt hóa một đoạn gen của tế bào này nhằm tổng hợp ra một chất gọi là protein kháng virus (AVP: antivaral protein), chính protein kháng virus này là nhân tố cản trở sự nhân lên của virus, cụ thể là cản trở phiên dịch thông tin từ mRNA.
Các interferon này kích hoạt 20-30 protein và nhiều chức năng của chúng vẫn chưa được hiểu biết đầy đủ. Tuy nhiên, có 3 protein đóng vai trò quan trọng trong việc kích hoạt trạng thái kháng vi rút đã được nghiên cứu rộng rãi. Sự xuất hiện của một trong các protein này (2'5' oligo A synthase) dẫn đến sự hoạt hoá thứ hai của chúng (một ribonuclease) có thể phá huỷ mRNA (RNA thông tin) và sự xuất hiện của protein thứ 3 (một protein kinase) dẫn đến sự ức chế bước đầu tiên của quá trình tổng hợp protein. Điều này ức chế quá trình tổng hợp protein của virus nhưng cũng làm ức chế tổng hợp protein của tế bào chủ. Vì vậy, các protein này chỉ được tạo ra và hoạt hoá khi cần.
Interferon đã kích hoạt sự tổng hợp dạng không hoạt động của các protein này trong tế bào đích. Double- stranded RNA là nhân tố hoạt hoá các protein này. Nó trực tiếp hoạt hoá 2'5' oligo A synthase và protein kinase R và hoạt hoá gián tiếp ribonuclease L. Sự hoạt hoá các protein này đôi khi dẫn đến sự chết của tế bào nhưng ít nhất quá trình cảm nhiễm vi rút đã được ngăn chặn.
a | IFN loại I được giải phóng trong nhiễm khuẩn, ví dụ tế bào sản xuất IFN (IPCs) có thể gây ra sự kích hoạt STAT4 (bộ chuyển đổi tín hiệu và chất kích hoạt phiên mã 4) trong tế bào sát thương tự nhiên (NK) và T helper 1 (TH1) ô. Cùng với các tín hiệu interleukin-18 (IL-18), STAT4 kích thích sự biểu hiện của gen IFN. Sản xuất IFN- cung cấp khả năng miễn dịch kháng khuẩn, ví dụ bằng cách gây kích hoạt đại thực bào. b | Tóm tắt các tác động trực tiếp của IFN loại I. Các IFN loại I đóng góp quan trọng vào sự trưởng thành và kích hoạt các tế bào đuôi gai (DC). Bằng cách này, chúng ảnh hưởng đến việc trình bày kháng nguyên, kích hoạt tế bào T và sự phát triển khả năng miễn dịch thích ứng. Như đã đề cập ở trên, việc đánh INN cũng có thể ảnh hưởng trực tiếp đến tế bào T và tế bào NK, tăng cường sản xuất IFN-. Bằng cách giảm sự tồn tại của các tế bào bị nhiễm, loại I IFN có thể hạn chế lây lan mầm bệnh và tăng cường sự trình bày kháng nguyên của DC, hoặc có thể tước đi hệ miễn dịch của các tế bào hiệu ứng quan trọng (ví dụ, đại thực bào) và làm trầm trọng thêm sự nhiễm trùng. Để tăng cường khả năng miễn dịch bẩm sinh, các tín hiệu từ thụ thể I IFN loại đóng góp vào sự biểu hiện của các gen kháng khuẩn, chẳng hạn như synthase nitric oxide cảm ứng, trong các đại thực bào. Các IFN loại I cũng có thể làm giảm tỷ lệ xâm nhập tế bào biểu mô bằng vi khuẩn xâm lấn xâm lấn. Điều này có thể làm giảm số lượng vi khuẩn có thể đi qua hàng rào biểu mô của đường tiêu hóa. Trong viêm không kiểm soát được đi kèm với nhiễm khuẩn lớn (nhiễm trùng huyết), loại I IFNs tăng cường tác dụng gây chết người của lipopolysaccharide.
Bảng so sánh những đặc điểm của interferon và kháng thể miễn dịch Ig
Đặc điểm	interferon	Kháng thể
Cơ chế hình thành
Cơ chế tác động
Bản chất
Nơi tác dụng
Tính chất tác động
Tính đặc hiệu loài
Đặc hiệu chống mầm bệnh
Thời gian xuất hiện
Thời gian có hiệu lực
Loại hình miễn dịch
Ứng dụng	Tế bào bị nhiễm virus
Chống axit nucleic
Protein
Bên trong tế bào
Trực tiếp lên virus
Có
Không có
Nhanh sau vài giờ
Ngắn, mất ngay
Qua trung gian tế bào
Can thiệp trực tiếp văcxin vào ổ dịch	Tế bào có thẩm quyền miễn dịch
Chống bản thân vi khuẩn, virus, protein kháng nguyên
Protein
Bên ngoài tế bào
Trực tiếp lên virus, vi khuẩn
Không 
Có
Chậm sau vài ngày
Vài tháng đến một năm
Miễn dịch dịch thể
Có tác dụng phòng bệnh bằng văcxin và kháng huyết thanh

## Phân loại và nguồn gốc
Có 3 lớp Interferon chính: alpha, beta và gamma. Chúng thường có chung các tác dụng như:kháng vi rút, kháng khối u, hoạt hóa đại thực bào và tế bào lympho NK (Natural Killer), tăng cường sự biểu hiện của các phân tử MHC (MHC_Major histocompatibility complex- Phức hợp hòa hợp tổ chức chính) lớp I và II.
Interferon alpha và beta được sản sinh bởi nhiều loại tế bào bao gồm tế bào T, B, đại thực bào, nguyên bào xơ, tế bào màng trong, nguyên bào xương và các loại khác. Chúng đều có đặc tính kháng vi rút và đặc tính kháng ung thư. Chúng kích thích cả đại thực bào và tế bào NK.
Interferon gamma có liên quan đến sự điều hòa miễn dịch và phản ứng viêm. Ở người chỉ có duy nhất một loại Interferon gamma. Nó được sản sinh bởi các tế bào T hoạt động và tế bào NK. Interferon gamma cũng có vài tác dụng kháng vi rút và kháng ung thư nhưng tác dụng này rất yếu. Do vậy, Interferon gamma không được sử dụng để điều trị ung thư.
Ngoài ra Interferon gamma cũng được giải phóng bởi các tế bào T hỗ trợ 1 (T helper 1) và các tế bào bạch cầu mới ở vị trí nhiễm trùng - kết quả của phản ứng viêm. Nó cũng kích thích đại thực bào giết vi khuẩn đã được nhận chìm. Interferon gamma được giải phóng bởi tế bào T hỗ trợ 1- cũng có vai trò điều hoà quan trọng đối với phản ứng của tế bào T hỗ trợ 2 (T helper 2). Ngoài ba loại Interferon thông dụng trên còn có Interferon omega- được các tế bào bạch cầu sản sinh ra ngay tại nơi nhiễm trùng và tại khối u.
Cơ thể động vật sản xuất hai loại interferon là interferon I và interferon II. Interferon I có hoạt tính kháng virus bao gồm interferon-α (IFN-α, khối lượng phân tử khoảng từ 17-26 kDa, được bạch cầu sản xuất) và interferon-β (IFN-β, khối lượng phân tử khoảng 21 kDa, được nguyên bào sợi sản xuất). Cả hai loại IFN-α và IFN-β có tác dụng chống lại sự sinh sản của tế bào, đặc biệt là IFN-α, kích thích hoạt động các tế bào diệt tự nhiên (NK) làm tăng biểu hiện các phân tử HLA11 lớp I. IFN-α được ứng dụng để điều trị ung thư có hiệu quả (đặc biệt là ung thư máu ác tính, ung thư biểu mô tế bào thận), điều trị bệnh nhiễm virus viêm gan B và C mạn tính (có thể chữa khỏi từ 40-50% số bệnh nhân). Interferon-γ (IFN-γ, có khối lượng phân tử khoảng 25 kDa, được sản xuất từ các lympho T CD4+12 (h1), T CD8+ và các tế bào NK) hoạt hóa cho sự biểu hiện của các phân tử HLA lớp II, làm thúc đẩy sự biệt hóa các tế bào mono thành các đại thực bào.
Các interferon riêng biệt có các phạm vi hoạt động khác nhau trong các loài khác nhau. Interferon-α đã chứng tỏ hiệu quả chống lại bệnh hairy-cell leukemia và viêm gan C. Ngoài ra, nó còn có hoạt tính chống viêm gan B mạn tính, cũng như điều trị bướu sinh dục và một vài bệnh ung thư như ung thư máu và tủy xương. Thuốc xịt mũi chứa interferon-α cung cấp một số chất bảo vệ chống bệnh cảm lạnh do các rhinovirus gây ra.
Cấu trúc của interferon – α
Cấu trúc của interferon - β
Cấu trúc của interferon - γ

## Vai trò
Con người đã phát hiện ra rằng: Inteferon đóng vai trò là hàng rào bảo vệ đầu tiên của cơ thể chống lại virus và sự phát triển bất thường của tế bào.
Nhìn chung, Inteferon có 7 hoạt tính sau: Kháng virus; Điều hòa miễn dịch; Chống tăng sinh khối; Kích thích sự biệt hóa tế bào; Điều hòa sinh trưởng tế bào; Giải độc; Kháng đột biến. Từ 7 hoạt tính này, con người đã vận dụng vào việc bào chế các loại thuốc chữa bệnh an toàn và hiệu quả.
Các inteferon (IFN) là những protein kháng virus được các tế bào sản xuất khi có thể nhiễm một loại virus gây bệnh nào đó. Inteferon-α và Inteferon-β có ba chức năng chính.
- Kích thích các tế bào chưa bị nhiễm virus đề kháng với virus thông qua cơ chế hoạt hóa các gene làm hạn chế tổng hợp các RNA thông tin và hạn chế tổng hợp các protein của virus.
- Các cytokine này kích thích hầu hết các tế bào của cơ thể tăng biểu hiện phức hợp hòa hợp tổ chức chính lớp I (MHC I) nhờ đó các tế bào này đề kháng với tác dụng của tế bào NK. Mặt khác, IFN-α và IFN-β cũng kích thích các tế bào mới nhiễm virus tăng biểu hiện (MHC I) và dễ bị tiêu diệt bởi các tế bào CD8 độc tế bào.
- Những phân tử này có khả năng hoạt hóa các tế bào NK, nhờ sự hoạt hóa đó mà các tế bào giết tự nhiên (không phân biệt đối tượng) sẽ hoạt động có chọn lọc hơn, nghĩa là chỉ tiêu diệt các tế bào nhiễm virus.

Tác động kháng virus
Nhiều virus chứa RNA hoặc DNA bị ức chế bởi IFN, ví dụ: virus DNA như: herpes virus loại 1 và 2, cytomegalovirus; virus RNA như: rhinovirus và virus hợp bào phổi. Ngoài ra, IFN có tác động hiệp lực với nhiều tác nhân kháng virus. Tuy nhiên, mức độ kháng virus không chỉ phụ thuộc vào loại virus mà còn vào đặc tính của tế bào đích, loại IFN, và tỉ lệ virus nhiễm với số tế bào.
Inteferon giúp tế bào đề kháng với sự nhiễm virus bằng cách tác động đến các giai đoạn khác nhau trong chu kỳ nhân bản của virus. Nó có thể ức chế các giai đoạn sớm (ví dụ gắn, nhập bào qua trung gian thụ thể, mất bao, phiên mã), sự dich mã các RNA thông tin, và sự trưởng thành của virus bao gồm cả việc đâm chồi của virion trên màng tế bào. Các bằng chứng khác cho thấy IFN làm giảm khả năng nhiễm của các virion thế hệ sau.
Tác động kháng tế bào
Inteferon có thể ức chế sự tăng trưởng của nhiều loại tế bào bình thường và tế bào ung thư in vitro. Tác dụng kháng tăng trưởng IFN chủ yếu có tính kiềm hãm (ví dụ ngăn cản sự phân bào) hơn là tiêu diệt (ví dụ trực tiếp giết chết tế bào). Tính nhạy cảm với tác dụng ức chế của IFN thay đổi, ngay cả đối với các tế bào có cùng kiểu mô học; điều này có thê do sự khác nhau về số thụ thể IFN hay ái lực của IFN trên thụ thể.
Sự phối hợp các IFN và tác nhân hóa trị liệu có tính hiệp lực hay cộng lực trong việc kháng khối u. Sự hiệp lực là kết quả của một chuỗi các yếu tố tương tác phức tạp, bào gồm bản chất ung thư, cơ chế tác động các tác nhân diệt tế bào, và chế độ liều dùng IFN và tác nhân hóa trị liệu. Tác động hiệp lực phụ thuộc nhiều vào chế độ sử dụng, ví dụ dùng IFN trước hoặc sau tác nhân hóa trị liệu, hoặc dùng đồng thời. Nhiều tác nhân hóa trị liệu không có tác động hiệp lực với IFN.
Một khía cạnh quan trọng trong tác động kháng tế bào của IFN là nó có khả năng điều hòa trạng thái biệt hóa của tế bào, có thể là ức chế hay kích thích. Inteferon cũng tương tác hiệp lực với các tác nhân ức chế biệt hóa khác. Sự cảm ứng biệt hóa tế bào ung thư có vai trò nhất định trong tác động kháng ung thư của IFN vì mức độ biệt hóa tế bào tỉ lệ nghịch với tốc độ phân bào.
Tác dụng kháng ung thư
Inteferon kích thích hệ miễn dịch của cơ thể chống lại khối ung thư. Cơ chế của chúng cho đến nay vẫn chưa được hiểu rõ một cách đầy đủ. Tuy nhiên, nó có thể theo các cơ chế sau:
- Trì hoãn hoặc dừng sự phân chia của các tế bào ung thư
- Giảm khả năng tự bảo vệ của các tế bào ung thư đối với hệ miễn dịch của cơ thể.
- Tăng cường khả năng miễn dịch của cơ thể.
Inteferon thường được sử dụng để điều trị một số loại ung thư bao gồm: ung thư thận, u hắc tố ác tính, ung thư xương, ung thư hạch, u lympho bào và bệnh bạch cầu.....
Tác động điều hòa miễn dịch
Nhiều chức năng miễn dịch có thể ảnh hưởng bởi IFN. Các đáp ứng miễn dịch có thể qua trung gian tế bào hay kháng thể. Inteferon có thể hoạt hóa hay ức chế cả chức năng miễn dịch tế bào và dịch thể: thường nồng độ cao thì ức chế và thấp thì hoạt hóa. Hoạt tính các tế bào NK cũng như hoạt tính diệt và ức chế khối u của đại thực bào có thể được tăng lên đáng kể bởi cả IFN alpha và IFN gamma. Các tế bào miễn dịch khác được hoạt hóa bởi IFN bao gồm lympho bào T, tế bào có hoạt tính tiêu diệt phụ thuộc kháng thể và tế bào Mast. Các inteferon của cả ba loại cảm ứng sự biểu hiện của kháng nguyên loại 1 của phức hợp hòa hợp mô chính (MHC) và IFN gamma cảm ứng sự biểu hiện của kháng nguyên MHC loại 2. Đặc tính này quan trọng vì kháng nguyên MHC loại 1 đóng vai trò trong sự li giải của các tế bào bị nhiễm virus và tế bào ung thư, do đó làm tăng sự nhận diện bởi các tế bào T độc. Và chúng đều có khả năng hoạt hoá tế bào NK để có thể giết các tế bào bị nhiễm vi rút.
Kháng nguyên MHC loại 2 cần thiết cho đại thực bào hoạt động như tế bào trình diện kháng nguyên (antigen-presenting cell) do đó làm tăng sự phô bày của kháng nguyên đối với tế bào T helper. Interferon còn có thể hoạt hoá đại thực bào chống lại sự nhiễm vi rút (hoạt động kháng vi rút bên trong) và giết các tế bào khác nếu chúng bị nhiễm vi rút (hoạt động kháng vi rút bên ngoài).
Tuy nhiên, cả hai nhóm kháng nguyên MHC đều quan trọng để đạt được đáp ứng tối đa. Tất cả các loại IFN dường như có tác động ức chế sản xuất kháng thể, mặc dù trong một số điều kiện nhất định về liều và thời gian có sự gia tăng sản xuất kháng thể.

## Ứng dụng

### Ứng dụng điều trị của interferon đối với con người
Interferon alpha và beta đã được sử dụng trong điều trị nhiều bệnh do vi rút gây nên. Hiện nay Interferon alpha được sử dụng hiệu quả trong điều trị viêm gan C cấp và mãn; viêm gan B mãn; HIV....
Công dụng của Interferon-alfa
Interferon-alfa (IFN-α) được sử dụng trong điều trị đa hồng cầu sau khi có những bằng chứng cho thấy hiệu quả của thuốc này trong điều trị một loại bệnh tăng sinh tủy ác tính khác là bệnh lơxêmi kinh dòng hạt. IFN-α có tác dụng ức chế tủy xương nên cũng gây giảm cả hematocrit, số lượng tiểu cầu và bạch cầu trong máu ngoại vi. Ưu điểm của thuốc này là tác dụng được duy trì sau khi ngưng dùng thuốc và không gây chuyển dạng thành ung thư máu và không gây đột biến gen, do đó có thể sử dụng cho những bệnh nhân trẻ tuổi, IFN-α không qua được nhau thai nên có thể dùng được ở phụ nữ có thai.
Tác dụng phụ thường gặp của IFN-α trong giai đoạn đầu dùng thuốc là hội chứng giả "cúm" (50-60% bệnh nhân) với các triệu chứng:sốt, đau đầu, đau cơ, buồn nôn, ra mồ hôi,...., các tác dụng phụ trên sẽ giảm dần trong quá trình điều trị, tuy nhiên có thể vẫn còn cảm giác mệt mỏi. Nhưng nếu dùng kéo dài, thuốc có thể gây các triệu chứng tiêu hóa, thần kinh, gan và thận ở 15 - 30% số bệnh nhân, các tác dụng phụ này phụ thuộc vào liều dùng. Liều dùng thông thường của IFN-α là 3 - 5 triệu đơn vị/ngày cho đến khi đạt được mục đích điều trị, sau đó giảm dần liều. Một nhược điểm quan trọng của IFN-α là rất đắt tiền
Interferon alpha tái tổ hợp đã được sử dụng trong lĩnh vực điều trị bệnh như: viêm gan siêu vi B, C, bệnh hủi, leishmaniasis, toxoplasmosis, bệnh ung thư như u hắc tố (melanoma) và u bướu thịt Kaposi (Kaposi's sarcoma)...
Công dụng của interferon - gamma
Trị bệnh viêm gan C:
Tại Viện Hàn lâm Y học Saint Petersburg và Viện Cúm quốc gia (2006) ở mỗi nơi người ta đã sử dụng gamma - interferon điều trị thử cho 40 bệnh nhân viêm gan C mãn tính tuổi từ 18-50, sau 60 ngày điều trị cho thấy thuốc có tác dụng ức chế virus ở 70% bệnh nhân và 100% bệnh nhân đều cải thiện các chỉ số sinh hóa như giảm bilirubin, ALT, AST và các triệu chứng lâm sàng như đau đầu, sốt, ăn không ngon, vàng da... Hiệu quả điều trị cao hơn khi phối hợp với a - interferon và Ribamidil.
- Điều trị viêm gan B:

Tại Bệnh viện số 30 (S.P. Botkin) gamma - interferon được dùng điều trị cho 30 bệnh nhân viêm gan B mạn tuổi từ 18-50, sau 8 tuần ở 76,6% số bệnh nhân có chuyển đổi huyết thanh từ dương sang âm, các chỉ số sinh hóa đặc trưng của bệnh giảm rõ rệt. Thuốc được dung nạp tốt, các phản ứng phụ như sốt giả cúm, đau đầu, mệt mỏi ở tỷ lệ cho phép.
- Điều trị bệnh nhân HIV/AIDS:

Tại Viện Y học nhiệt đới Viện Hàn lâm Metnhicop (2006) thuốc được dùng cho 58 bệnh nhân có biểu hiện lao phổi và nhiễm HIV, sau 4 tuần các chỉ số tế bào CD4, CD8 có thay đổi, các triệu chứng lao qua X-quang phổi cải thiện rõ rệt. Thuốc được khuyến cáo dùng phối hợp với interferon sẽ gia tăng hiệu quả kháng virut, nhất là ở bệnh nhân nhiễm HIV giai đoạn sớm.
Tác dụng với virut Herpes và các bệnh ung thư: (công trình của Viện nghiên cứu Ivanofixki năm 2003) cho thấy thuốc ức chế rõ rệt hoạt động của virut này.
Với cúm A/H5N1:
Virut cúm A/H5N1 gây bệnh nặng và tử vong cao cho người vì nó ức chế được khả năng sinh interferon típ 1 (alpha và beta), vì vậy, chỉ có interferon (IFN típ 2) do cơ chế gắn thụ thể khác mới có tác dụng ức chế sự nhân lên của virut cúm gia cầm. Chính vì thế IFN - gamma là vũ khí hữu hiệu trong điều trị cúm A/H5N1

### Ứng dụng trong thú y

#### Interferon được sử dụng như là tá dược trong vaccine
- Đối với gia cầm: Interferon gamma khi được dùng chung với kháng nguyên có tác dụng tăng cường đáp ứng kháng thể thứ cấp duy trì nồng độ cao trong một thời gian dài. Hơn nữa, việc kết hợp kháng nguyên với Interferon gamma đã làm giảm liều sử dụng vaccine.
- Đối với gia súc: Interferon alpha và beta được sử dụng kết hợp với vaccine phòng bệnh lở mồm long móng, hội chứng PRRS..... cho hiệu quả cao.

#### Interferon dùng chẩn đoán bệnh
- Interferon gamma dùng chẩn đoán: bệnh lao ở bò (Bovine tuberculosis), John's disease, Brucellosis (bệnh do vi khuẩn gây ra)... Ngoài ra còn dùng chẩn đoán bệnh lao, bệnh phong hủi ở người.
- Interferon alpha dùng chẩn đoán bệnh IBR (Infectious Bovine Rhinotracheitis). 

#### Interferon dùng trong phòng, trị bệnh cho gia súc, gia cầm
Sử dụng Interferon alpha trong việc phòng, trị bệnh cho gia súc, gia cầm là một giải pháp thay thế kháng sinh an toàn- hiệu quả cao.
Interferon alpha cũng có nhiều ứng dụng: được sử dụng như tá dược trong vaccine làm giảm liều lượng và tăng cường hoạt tính của vaccine sử dụng; là tác nhân để chẩn đoán một số bệnh trên gia súc, gia cầm như bệnh lao ở bò (Bovine tuberculosis), bệnh John (bệnh tiêu chảy gây ra bởi vi khuẩn Mycobacterium avium ssp. paratuberculosis), bệnh Brucella, bệnh IBR (infectious Bovine Rhinotracheitis)...; được dùng để điều trị các bệnh do virus gây ra trên gia súc, gia cầm như bệnh viêm đường hô hấp, bệnh viêm vú, PRRS, TGEV, các bệnh cúm, Marek, Gumboro, viêm gan B..; ngoài ra còn hỗ trợ điều trị với kháng sinh mang lại hiệu quả cao, hạn chế hiện tượng nhờn thuốc của các vi khuẩn gây bệnh. Tuy nhiên, việc ứng dụng sản phẩm này sang lĩnh vực thú y bị hạn chế vì vấn đề giá thành sản phẩm
- Đối với trâu, bò: 
+ Bệnh viêm đường hô hấp: Bovine herpesvirus 1- BHV 1 là nguyên nhân gây nên bệnh viêm đường hô hấp trên truyền nhiễm do vi rút ở bò- đây là một bệnh phổ biến trên toàn thế giới với các triệu chứng điển hình như sốt, sẩy thai và kèm theo các triệu chứng hô hấp khác. Khi bò mắc bệnh này nếu được điều trị sớm với Interferon alpha thì sẽ giảm triệu chứng lâm sàng, giảm tỉ lệ chết do nhiễm khuẩn kế phát.
+ Bệnh viêm vú: Liệu pháp sử dụng kháng sinh chỉ mang lại hiệu quả vừa phải nên việc kết hợp điều trị với Interferon đã mang lại hiệu quả cao hơn, giảm hiện tượng kháng thuốc của vi khuẩn và vấn đề tồn dư kháng sinh trong sản phẩm chăn nuôi.
+ Bệnh do Salmonella: Điều trị kết hợp với Interferon alpha đã làm giảm nhiễm trùng máu, giảm sốt, hạn chế tiêu chảy và tỉ lệ chết.
- Đối với lợn: Interferon alpha được sử dụng như là một chất tăng cường tác dụng của hệ miễn dịch không đặc hiệu trong trường hợp con vật mắc các bệnh truyền nhiễm do vi rút ví dụ như PRRS vi rút, TGEV- Transmissible gastroenteritis Virus, ...
- Đối với gia cầm:
+ Tăng sức đề kháng với bệnh truyền nhiễm do Salmonella, E.coli...
+ Ứng dụng hiệu quả trong điều trị các bệnh do virut gây ra như: cúm, Marek, Gumboro, viêm gan B do vi rút ở gia cầm.

## Một số thành tựu của interferon trong điều trị bệnh
Interferon được xem là liệu pháp lý tưởng chống các bệnh do virus gây ra. Thuốc tiêm ở dạng đông khô, đóng lọ liều cao 3-5 triệu đơn vị quốc tế đang được sử dụng hiệu quả trong điều trị viêm gan siêu vi B-C mãn tính. Các thực nghiệm lâm sàng ở New York (Mỹ - 1979), Pháp (1998), Đà Lạt, Bệnh viện Bạch Mai và Học viện Quân y (Việt Nam - 1999) đều cho kết quả khả quan. Thuốc có tác dụng loại trừ virus gây nhiễm, chuyển đổi huyết thanh, cải thiện men gan và ngăn ngừa ung thư tiến triển.
Interferon đã được sử dụng thành công để điều trị cúm (từ 1972), chống virus Herpes trong ghép thận (1979), ung thư xương, ung thư vú, u tủy và u lympho bào (năm 1979 ở Mỹ với tỷ lệ chữa khỏi đạt 40 -70%). Năm 1989 cũng ở Mỹ, thuốc được dùng cho bệnh nhân ung thư bàng quang, ung thư vú và u hắc tố. Ở Hy Lạp (1998) chữa khỏi cho 5/10 bệnh nhân ung thư máu.
Các bệnh ung thư xương, vòm họng, phổi, não, u hắc tố và cả viêm gan D mãn tính khi dùng Interferon cũng cho kết quả khả quan. Interferon còn phụ trợ AZT trong điều trị bệnh AIDS hiện nay.
Trong dịch SARS vừa qua, Bộ Quốc phòng Mỹ đã thành lập 2 đơn vị nghiên cứu các dạng thuốc phòng chống, trong đó có một đơn vị sử dụng Interferon. Năm 2003, Viện Vaccin Nha Trang cũng bắt đầu nghiên cứu sản xuất thuốc nhỏ mũi làm từ Interferon để phòng chống bệnh cúm, các bệnh lây do virus đường hô hấp.
Có thể nói, việc sử dụng Interferon làm thuốc điều trị đang mở ra những hứa hẹn to lớn có giá trị khoa học và thực tiễn cao.

## Sản xuất interferon
IFN alpha 5 được chiết từ E.coli bằng cách acid hóa và trung hòa về pH trung tính. IFN trong dịch chiết được hấp phụ trên silica gel và giải ra bằng cách hạ pH xuống 2,0, bước này làm tăng hoạt tính lên 10 lần. Sắc ký silica gel cũng loại bỏ phần lớn acid nucleic trong phân đoạn không gắn. Sắc ký Matrex Gel Blue A tinh chế thêm 3,3 lần. Tiếp theo, IFN được hấp phụ trên nhựa trao đổi anion (ví dụ DEAE Sepharose) và giải ra với than pH từ 8,0 đến 6,0, làm tăng hoạt tính đặc hiệu lên 10 lần nữa. Dịch giải hấp phụ DEAE Sepharose được tinh chế thêm trên cột kháng thể đơn dòng cố định, YOK Sepharose. Việc giải hấp phụ được tiến hành với sodium citrate 0,1M, pH 2,0. Hoạt tính đặc hiệu cuối cùng đạt được 1,9x108 IU /mg. Tách chiết E.coli bằng nghiền cơ học
kết lắng bằng polyethylenimine
kết lắng với sulfatammon
thẩm tích (tách các thành phần trong chất lỏng)
sắc ký nhờ chất hấp phụ miễn dịch (immunoadsorption)
(các kháng nguyên đơn dòng)
Sắc ký nhờ thay đổi các cation
Tác dụng phụ: tiêm chích interferon ở liều 1-2 triệu đơn vị hay cao hơn có thể gây hiện tượng "giả cúm" (50-60% bệnh nhân) với các triệu chứng: sốt, đau đầu, đau cơ, buồn nôn, ra mồ hôi,....Các tác dụng phụ trên sẽ giảm dần trong quá trình điều trị, tuy nhiên có thể vẫn còn cảm giác mệt mỏi. Ngoài ra có thể có các xáo trộn thần kinh, tiêu hóa, gan và thận.
Hấp thu chuyển hóa thải trừ:
Không hấp thu bằng đường uống. interferon được dùng tiêm dưới da hay tiêm bắp, hấp thu hơn 80% chuyển hóa ở gan thận và thải trừ rất ít ở nước tiểu.
Chống chỉ định:
Chống chỉ định trong các trường hợp thiểu năng gan thận nặng, trường hợp bệnh tim nặng, suy tủy, viêm gan mãn tính kèm sơ gan.